# WTA Swiss Open 1991 - Doppio
Il doppio del torneo di tennis WTA Swiss Open 1991, facente parte del WTA Tour 1991, ha avuto come vincitrici Nicole Bradtke e Elizabeth Smylie che hanno battuto in finale Cathy Caverzasio e Manuela Maleeva con il punteggio di 6–1, 6–2.

## Teste di serie
1. Nicole Bradtke /  Elizabeth Smylie (campionesse)
2. Rosalyn Fairbank /  Elna Reinach (semifinali)

1. Eva Pfaff /  Rennae Stubbs (primo turno)
2. Cathy Caverzasio /  Manuela Maleeva (finale)

## Tabellone

### Legenda
| - Q = Qualificato - WC = Wild card - LL = Lucky loser | - ALT = Alternate - SE = Special Exempt - PR = Protected Ranking | - w/o = Walkover - r = Ritirato - d = Squalificato |